# سوزان كادوجان
سوزان كادوجان (بالإنجليزية: Susan Cadogan)‏ هي مغنية جامايكية، ولدت في 2 نوفمبر 1951 في كينغستون في جامايكا.

## وصلات خارجية
- سوزان كادوجان على موقع ميوزك برينز (الإنجليزية)
- سوزان كادوجان على موقع ديسكوغز (الإنجليزية)